# زيد سعد
زيد سعد (مواليد 24 مايو 1997) هو لاعب كرة قدم قطري يلعب كلاعب وسط.

## مسيرة اللاعب
لعب في النادي العربي ونادي الوكرة ونادي الشمال.

## روابط خارجية
- زيد سعد على موقع Soccerway.com (الإنجليزية)